# 高鰭暗澳鮨
高鰭暗澳鮨（學名：Rabaulichthys altipinnis）為輻鰭魚綱鱸形目鱸亞目鮨科的其中一種，分布於中西太平洋的新不列顛海域，棲息深度30-40公尺，體長可達4.6公分，生活在外海礁坡，為底棲性魚類，屬肉食性，生活習性不明。

## 擴展閱讀
維基物種上的相關：高鰭暗澳鮨